# Friuli Aquileia Chardonnay
Il Friuli Aquileia Chardonnay è un vino DOC la cui produzione è consentita nella provincia di Udine.

## Caratteristiche organolettiche
- colore: paglierino chiaro con sfumature verdognole.
- odore: leggero profumo caratteristico.
- sapore: secco vellutato morbido, armonico, vivace nel tipo specifico.

## Produzione
Provincia, stagione, volume in ettolitri
- Udine  (1990/91)  922,39
- Udine  (1991/92)  1088,37
- Udine  (1992/93)  1909,39
- Udine  (1993/94)  1750,14
- Udine  (1994/95)  3473,5
- Udine  (1995/96)  3470,01
- Udine  (1996/97)  3108,26